# Cocal de Telha
Cocal de Telha är en kommun i Brasilien.   Den ligger i delstaten Piauí, i den östra delen av landet, 1 400 km nordost om huvudstaden Brasília. Antalet invånare är 4 525.
Omgivningarna runt Cocal de Telha är huvudsakligen savann. Runt Cocal de Telha är det glesbefolkat, med 12 invånare per kvadratkilometer.